# Anna Kostrova
Anna Alexandrovna Kostrova (em russo:  А́нна Алекса́ндровна Костро́ва) (Omsk, Império Russo, 22 de Novembro de 1909 - São Petersburgo, 1994) foi uma pintora realista, artista gráfica e ilustradora russa. 
Viveu e trabalhou em Leninegrado, membro da União de Artistas de Leninegrado  (1940), era vista como uma das representantes da escola de pintura de Leningrado.

## Biografia
Anna Alexandrovna Kostrova nasceu em 22 de novembro de 1909 na vila Belostok, na Sibéria. Em 1925, Anna Kostrova entrou na Escola da Indústria da Arte na província de Omsk, local onde estudou sobre V. Trofimov e S. Feldman. Em 1928, ela se formou nesta escola. 
Em 1930, Anna foi para Leningrad e a partir de 1934 começou a participar de exibições artísticas. A artista pintou retratos, paisagens e natureza morta. Utilizou tripés, foi artista gráfica e ilustradora. Sua exibição pessoal ocorreu em Leningrad nos anos de 1973, 1977 e 1979 e em Moscou durante 1974 e 1983. 
Na década de 1930 Anna Kostrova estava viajando com seu marido, o também artista Nikolai Kostrov visitando a Ucrânia e algumas cidades russas. 
Em 1940, Anna foi aceita na Leningrad Union of Artists.
Entre 1950 e 1970, Anna Kostrova ilustrou livros infantis para as mais famosas casas em Moscou e Leningrad. Junto de Nikolai Kostrov, ela viajou para a Armênia, Noruega e fez um cruseiro em Danúbio. As impressões sobre essa viagem viraram materiais para diversos trabalhos gráficos e de pintura para a artista. 
Anna Alexandrovna Kostrova morreu em São Petersburgo em 1994, as suas obras residem hoje no State Russian Museum, Art Museums e em coleções particulares na Rússia, Alemanha, Finlância entre outros. 